# Epidendrum frigidum
Epidendrum frigidum là một lan Epidendrum mọc ở các xứ nhiệt đới có cao độ cao ở Bolivia, Colombia, Ecuador, Peru, và Venezuela.